# Bandiera dell'Azawad
La bandiera dell'Azawad, stato non riconosciuto esistito tra il 6 aprile 2012 e il 14 febbraio 2013, che si autodichiarò indipendente dal Mali, è un tricolore orizzontale verde-rosso-nero con un triangolo giallo sull'inferitura. È la medesima bandiera del Movimento Nazionale di Liberazione dell'Azawad. 
La forma è basata sulla bandiera della rivolta araba e riprende i colori panafricani.

## Storia
Durante le precedenti ribellioni dei Tuareg erano state proposte due bandiere differenti per l'Azawad: una bicolore blu e bianca con un triangolo rosso sull'inferitura, e un'altra bandiera a sfondo bianco con una mezzaluna blu ed una stella.

## Bandiere proposte

Bandiera proposta per l'Azawad.
Bandiera proposta per l'Azawad.